# Azan (islamismo)
O azan (do árabe أَذَان) é a chamada para o salá (oração), feita aos muçulmanos, pelo muezim, a partir do minarete ou do exterior da mesquita, caso esta não possua minarete. Há uma segunda chamada (iqama) que convoca os fiéis a se enfileirarem para o início das orações. Por obrigação (fard), os muçulmanos fazem suas orações cinco vezes por dia.
Segundo a tradição, o azan consistia originalmente numa frase simples ("Vinde à oração!"), mas o profeta Muhammad (Maomé) pediu ao seus crentes uma forma de tornar o apelo mais sofisticado. Num sonho, o companheiro Abd Allah ibn Zayd teve a visão de que os crentes deveriam ser chamados de uma forma melodiosa, que é a forma que se impôs.

## O azan
A prática do chamado consiste na seguinte recitação:
| Repetições | Árabe                   | Transliteração                      | Tradução                                                                              |
| ---------- | ----------------------- | ----------------------------------- | ------------------------------------------------------------------------------------- |
| 4x         | الله اكبر               | Allāhu Akbar                        | Deus é o Maior                                                                        |
| 2x         | اشهد ان لا اله الا الله | Ash-hadu an-lā ilāha illallāh       | Testemunho que não há outra divindade além de Deus                                    |
| 2x         | اشهد ان محمدا رسول الله | Ash-hadu anna Muħammadan rasūlullāh | Testemunho que Maomé é o mensageiro de Deus                                           |
| 2x         | حي على الصلاة           | Hayya 'alas-salāh                   | Venha para a oração                                                                   |
| 2x         | حي على الفلاح           | Hayya 'alal-falāħ                   | Venha para a salvação                                                                 |
| 2x         | الصلاة خير من النوم     | Aṣ-ṣalātu khayru min an-naūm        | A oração é melhor que o sono (é mencionado na primeira oração do dia - salat al fajr) |
| 2x         | الله اكبر               | Allāhu akbar                        | Deus é o maior                                                                        |
| 1x         | لا اله الا الله         | Lā ilāha illallāh                   | Não há outra divindade além de Deus                                                   |